# Rick van der Ven
Rick Antonius van der Ven (Oss, 14 de abril de 1991) es un deportista neerlandés que compite en tiro con arco, en la modalidad de arco recurvo.
Ganó dos medallas de plata en el Campeonato Mundial de Tiro con Arco al Aire Libre, en los años 2013 y 2015, y dos medallas en el Campeonato Mundial de Tiro con Arco en Sala, oro en 2018 y bronce en 2014.
Además, obtuvo cuatro medallas en el Campeonato Europeo de Tiro con Arco al Aire Libre entre los años 2012 y 2022, y tres medallas de oro en el Campeonato Europeo de Tiro con Arco en Sala entre los años 2013 y 2015.
En los Juegos Europeos de Bakú 2015 obtuvo una medalla de bronce en la prueba de equipo mixto. Participó en dos Juegos Olímpicos de Verano, ocupando el cuarto lugar en Londres 2012 (individual) y el séptimo en Río de Janeiro 2016 (por equipo).

## Palmarés internacional
| Campeonato Mundial al Aire Libre | Campeonato Mundial al Aire Libre | Campeonato Mundial al Aire Libre | Campeonato Mundial al Aire Libre |
| Año                              | Lugar                            | Medalla                          | Prueba                           |
| -------------------------------- | -------------------------------- | -------------------------------- | -------------------------------- |
| 2013                             | Belek (Turquía)                  | Medalla de plata                 | Equipo                           |
| 2015                             | Copenhague (Dinamarca)           | Medalla de plata                 | Individual                       |
| Campeonato Mundial en Sala       |                                  |                                  |                                  |
| Año                              | Lugar                            | Medalla                          | Prueba                           |
| 2014                             | Nimes (Francia)                  | Medalla de bronce                | Equipo                           |
| 2018                             | Yankton (Estados Unidos)         | Medalla de oro                   | Equipo                           |
| Juegos Europeos                  |                                  |                                  |                                  |
| Año                              | Lugar                            | Medalla                          | Prueba                           |
| 2015                             | Bakú (Azerbaiyán)                | Medalla de bronce                | Equipo                           |
| Campeonato Europeo al Aire Libre |                                  |                                  |                                  |
| Año                              | Lugar                            | Medalla                          | Prueba                           |
| 2012                             | Ámsterdam (Países Bajos)         | Medalla de oro                   | Individual                       |
| 2012                             | Ámsterdam (Países Bajos)         | Medalla de oro                   | Equipo                           |
| 2021                             | Antalya (Turquía)                | Medalla de oro                   | Equipo                           |
| 2022                             | Múnich (Alemania)                | Medalla de oro                   | Equipo mixto                     |
| Campeonato Europeo en Sala       |                                  |                                  |                                  |
| Año                              | Lugar                            | Medalla                          | Prueba                           |
| 2013                             | Rzeszów (Polonia)                | Medalla de oro                   | Individual                       |
| 2013                             | Rzeszów (Polonia)                | Medalla de oro                   | Equipo                           |
| 2015                             | Koper (Eslovenia)                | Medalla de oro                   | Equipo                           |